# Abd al-Qader Salah
Abd al-Qader Salah (en arabe : عبد القادر صالح), dit Hajji Marea, né à Marea en 1980 et mort à Gaziantep le 18 novembre 2013, est un rebelle syrien, chef du Liwa al-Tawhid pendant la guerre civile syrienne.

## Biographie
Abd al-Qader Salah est commerçant en céréales avant le début de la guerre civile syrienne,. Lorsque le conflit éclate, il rejoint la rébellion et participe en 2012 à la fondation du Liwa al-Tawhid, dont il devient le chef militaire, et qui est de l'été 2012 à l'automne 2013 le plus puissant groupe rebelle dans le gouvernorat d'Alep. Le 18 juillet 2012, le Liwa al-Tawhid déclenche la bataille d'Alep,. 
Au printemps 2013, Abd al-Qader Salah est l'un des rares à se déplacer jusqu'à Qousseir pour venir en aide aux rebelles assiégés. Ce geste, couplé à sa blessure pendant la bataille, augmente particulièrement sa popularité. 
Proche des Frères musulmans, Abd al-Qader Salah souhaite faire de la Syrie un État islamique « issu d'élections libres » et qui « ne sera jamais imposé par la force des armes »,. Ses relations avec la branche syrienne d'Al-Qaïda sont plutôt bonnes tandis que ses relations avec l'État islamique en Irak et au Levant sont tendues. Il considère que sa présence en Syrie pose un certain nombre de problèmes mais souhaite régler ces derniers sans avoir à passer par un affrontement armé. 
Abd al-Qader Salah est grièvement blessé le 14 novembre 2013 par un raid aérien du régime syrien. Il meurt des suites de ses blessures le 18 novembre, dans un hôpital en Turquie,.
Après la mort de son chef, présenté comme « très charismatique et très proche des gens » par plusieurs témoignages, le Liwa al-Tawhid se désagrège et se divise en plusieurs factions,. 